# Llibertat per morir
Llibertat per morir (títol original: Death Warrant) és una pel·lícula dirigida per Deran Sarafian i estrenada el 1990. Encara que el film s'estrenés després de Lionheart, el lluitador, va ser filmat abans que aquest. Aquesta pel·lícula ha estat doblada al català.

## Argument
Lewis Burke, un detectiu canadenc, conegut per haver detingut un dels criminals més perillosos dels Estats Units, s'infiltra en una penitenciaria per dilucidar l'homicidi inexplicat de presos, tots morts de la mateixa manera. Després s'entera que a la presó hi ha tràfic d'òrgans i els condemnades a perpetuïtat i a mort són disseccionats i hi ha presoners brutals i sanguinaris i els guàrdies corruptes i el marc corrupte sobre el tràfic.

## Repartiment
- Jean-Claude Van Damme: Louis Burke
- Robert Guillaume: Hawkins
- Cynthia Gibb: Amanda Beckett
- George Dickerson: Tom Vogler
- Abdul Salaam El Razzac: El Sacerdot
- Jack Bannon Vaig Regir Ivanov): Ben Keane
- Art LaFleur: Sergent DeGraf
- Hank Woessner: Romaker
- George Jenesky: Konefke
- Hans Howes: El guardia Keller
- Larry Hankin: Mayerson
- Patrick Kilpatrick: Christian Naylor anomenat el dimoni
- Joshua John Miller: Douglas Tisdale